# Giamaica ai Giochi della XX Olimpiade
La Giamaica partecipò ai Giochi della XX Olimpiade che si sono svolti a Monaco di Baviera dal 26 agosto all'11 settembre 1972, con una delegazione di 33 atleti impegnati in 6 discipline per un totale di 27 competizioni. Il portabandiera fu Lennox Miller, già vincitore della medaglia d'argento nei 100 metri a Città del Messico 1968. Il bottino della squadra fu di una medaglia di bronzo conquistata nuovamente da Miller nei 100 metri.

## Medaglie
| Medaglia | Nome          | Sport            | Evento    |
| -------- | ------------- | ---------------- | --------- |
| Bronzo   | Lennox Miller | Atletica leggera | 100 metri |